# Zitadelle von Niğde
Die Zitadelle von Niğde erhebt sich auf einem Burghügel, genannt Alaaddin Hüyük, im Zentrum der türkischen Provinzhauptstadt Niğde zwischen der Kunt Sokağı und der İstasyon Caddesi.

## Geschichte
Die Festung wurde Anfang des 13. Jahrhunderts unter dem seldschukischen Sultan Ala ad-Din Kai Kobad I. erbaut. Nach einer Herrschaftszeit der Ilchane und der Karamanoğlu gingen Stadt und Festung 1390 in den Besitz der Osmanen über. In dieser Zeit wurden 1470 unter dem General İshak Pascha die Verteidigungsanlagen der Stadt einschließlich der Burg restauriert. Die komplette Burganlage wurde Anfang des 21. Jahrhunderts restauriert, die Restaurierung wurde 2007 fertiggestellt.

## Anlage
Das Plateau auf der Höhe des Burgbergs ist allseitig von Mauern umgeben. Die eigentliche Burganlage liegt im Norden der Fläche. Dazu gehört ein mächtiger achteckiger Turm, der möglicherweise erst dem osmanischen Umbau von 1470 zuzuordnen ist. Nahe dabei steht ein Uhrturm, der Anfang des 20. Jahrhunderts unter Sultan Abdülhamid II. erbaut wurde. Zum Burgkomplex im Norden gehört außerdem die Rahmaniye-Moschee von 1747. Die Hauptfläche des Gipfelplateaus nimmt heute ein Park ein. Im Süden innerhalb der Burgmauern liegen die ebenfalls von Kai Kobad gestiftete Alaaddin Camii, eine dreischiffige Kuppelmoschee mit einem prächtigen Portal, sowie der Brunnen Hatıroğlu Çeşmesi aus dem späten 13. Jahrhundert. Außerhalb der Mauern um den Burgberg liegen im Südwesten der gedeckte Bazar, im Süden die Sungurbey Camii und eine griechisch-orthodoxe Kirche.
Unweit des Burgbergs in der Dışarı Camii wurde 1975 die späthethitische Stele von Niğde im Fußboden des Eingangsbereichs gefunden. Sie wurde im 8. Jahrhundert. v. Chr. von Muwaharani, dem Sohn des lokalen Herrschers Warpalawa gestiftet und zeigt den Wettergott Tarhunza. Sie ist heute im Archäologischen Museum Niğde ausgestellt.

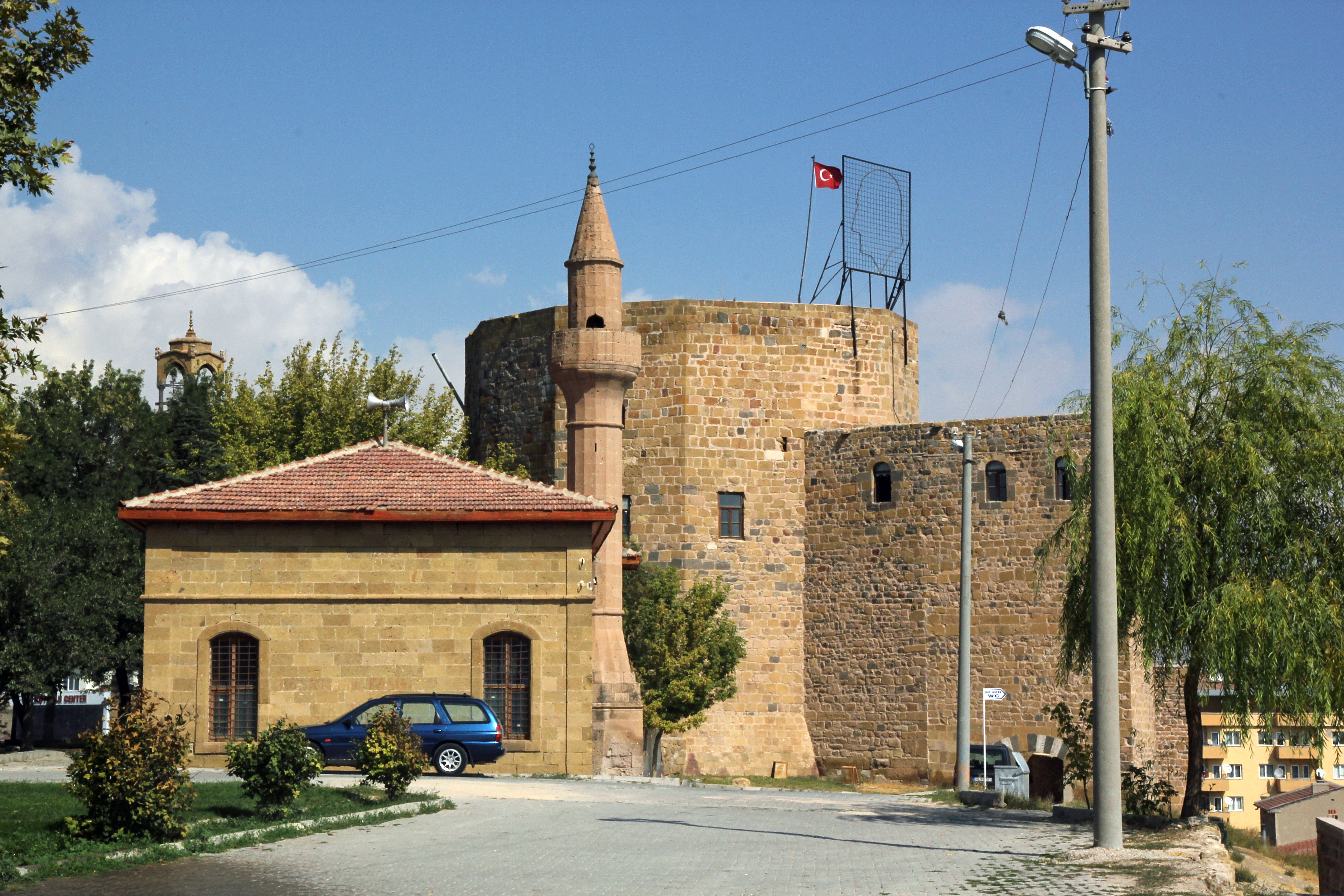
Achteckiger Turm und Rahmaniye Camii
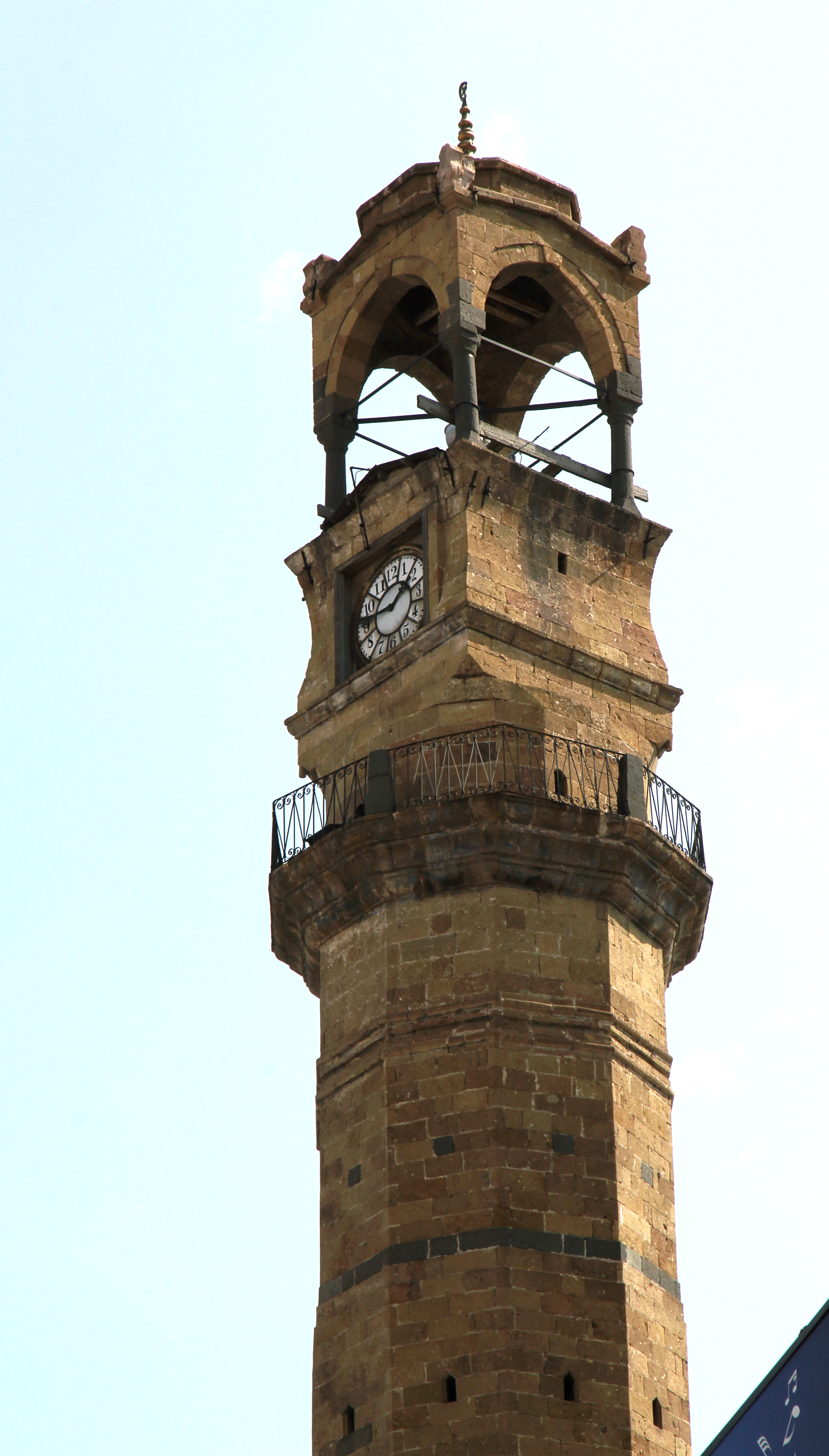
Uhrturm
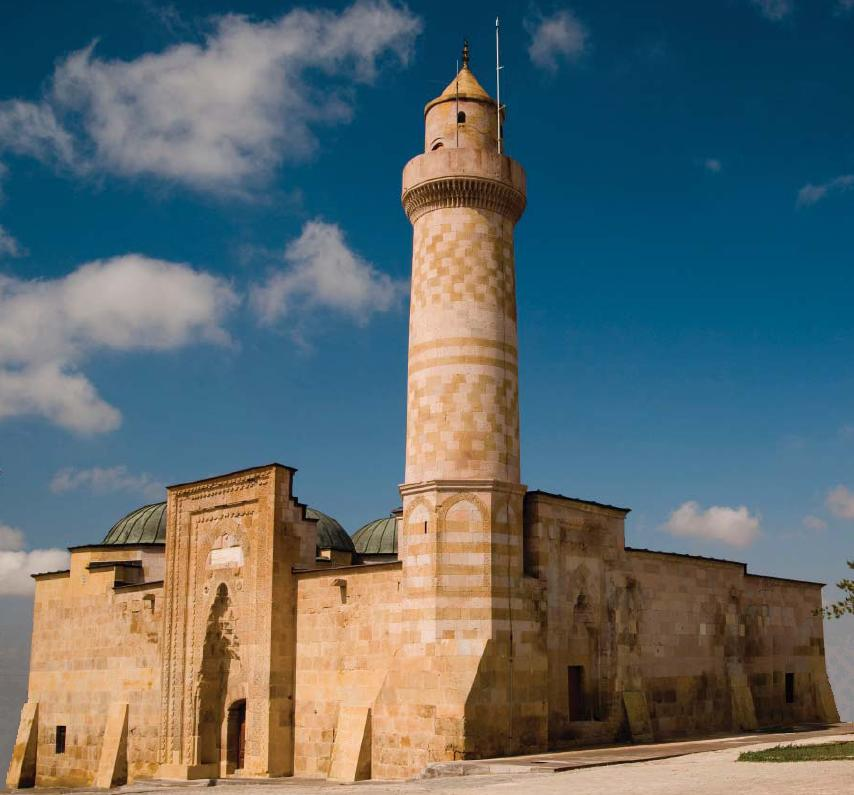
Alaaddin Camii
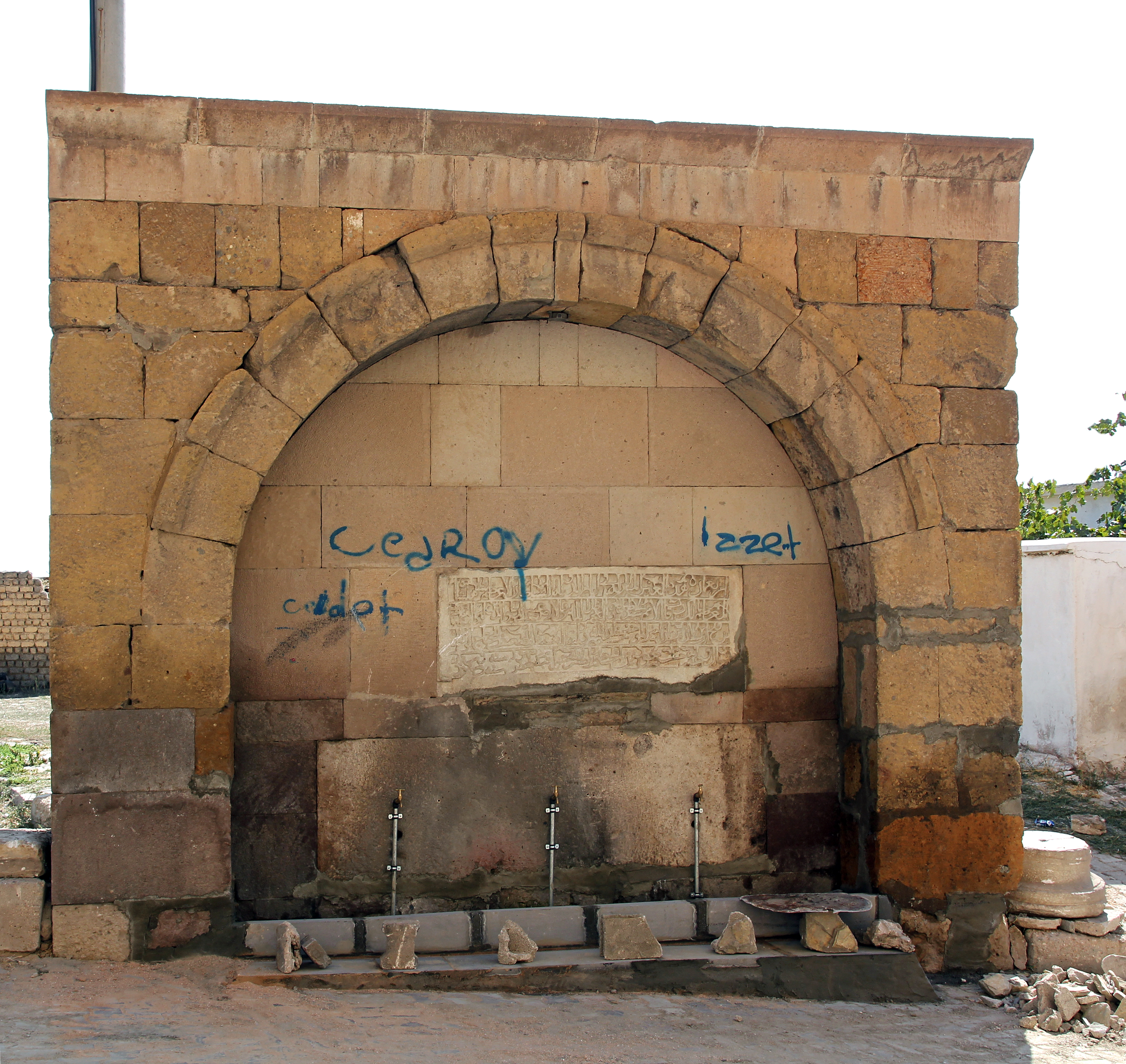
Hatıroğlu Çeşmesi gegenüber dem Eingang der Alaaddin Camii